# 검보

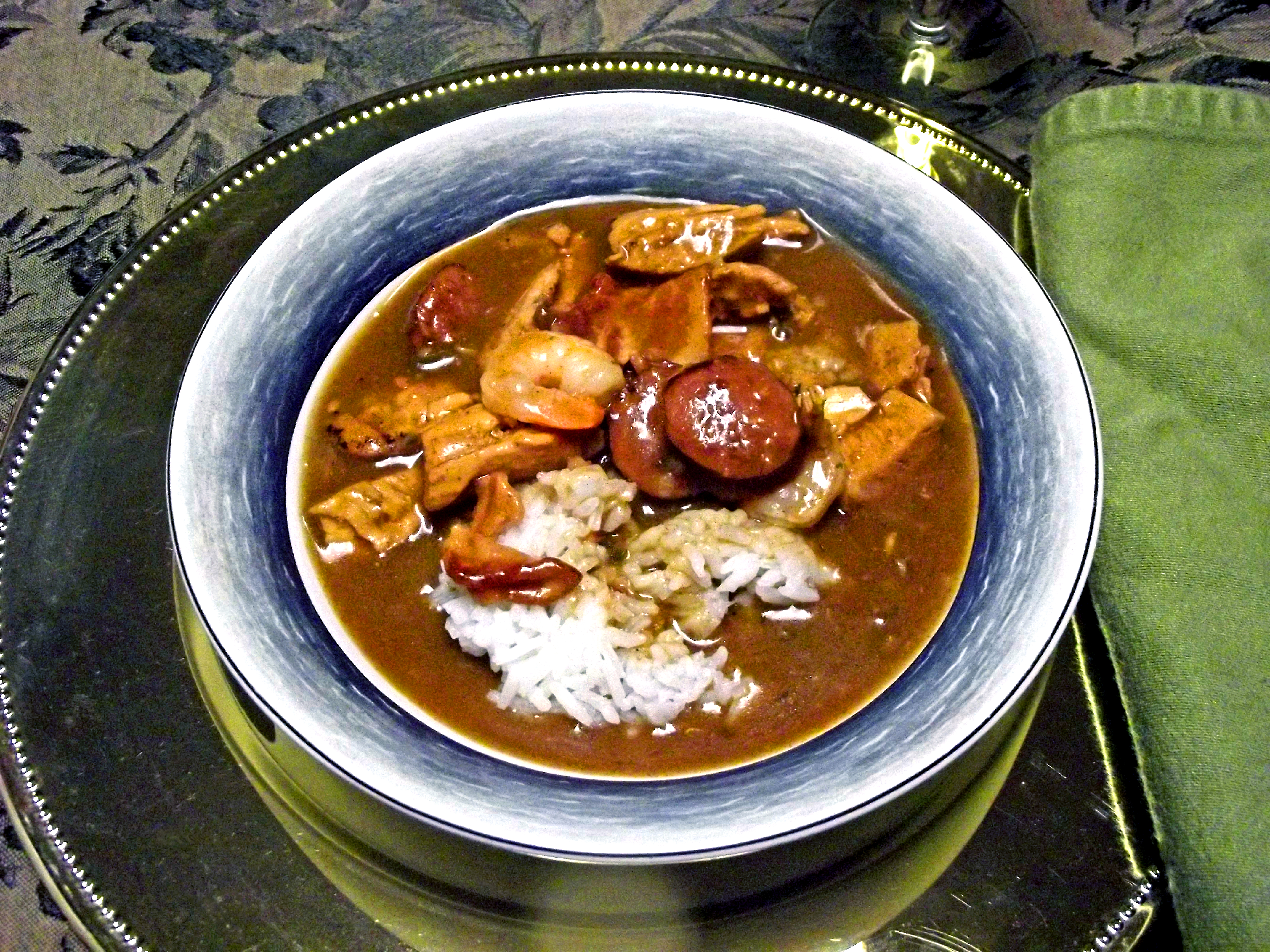
검보

검보(Gumbo)는 미국 루이지애나주를 기원으로 하는 스튜 요리이다. 검보는 강하게 맛을 낸 스톡, 육류 또는 조개류, 증점제, 셀러리 및 양파와 같은 채소로 구성된다. 검보는 종종 루, 오크라 또는 검보 필레와 같이 사용되는 증점제의 유형에 따라 분류된다. 